# Cetoteri
Els cetoteris (Cetotherium) foren un gènere de cetacis extints que s'assemblaven bastant a les espècies actuals de cetacis. Visqué entre el Miocè i el Pliocè. Se n'han trobat restes fòssils en molts llocs de Nord-amèrica i Europa, però els més antics han estat descoberts a Sant Sadurní d'Anoia, Sant Pere de Ribes i Sant Llorenç d'Hortons. A la seva època fou presa de Megalodon i altres depredadors marins. Els cetoteris assolien una llargada d'aproximadament 12 metres.